# Matiašovce
Matiašovce (deutsch Matshaus oder Mathsau, ungarisch Szepesmátyásfalva – bis 1907 Mátyásfalu) ist eine Gemeinde im Norden der Slowakei mit 851 Einwohnern (31. Dezember 2024). Sie gehört zum Okres Kežmarok, einem Teil des Prešovský kraj und wird zur traditionellen Landschaft Zips gezählt.

## Geographie

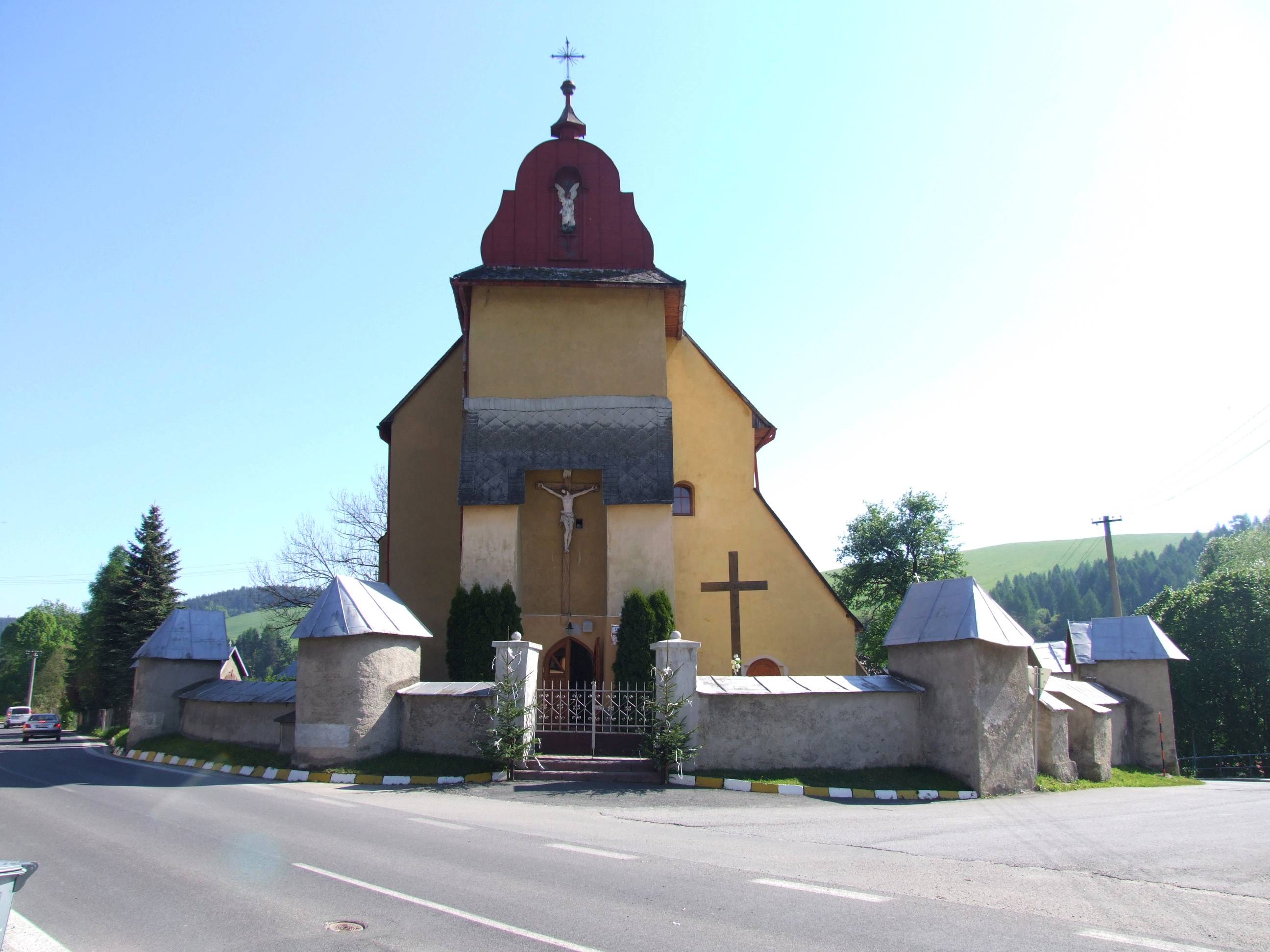
Peter-und-Paul-Kirche

Die Gemeinde befindet sich in der kleinen Landschaft Zamagurie, also nördlich des Hauptkamms der Zipser Magura am Flüsschen Rieka, das zum Einzugsgebiet des Dunajec gehört, nahe der Grenze zu Polen. Das Gemeindegebiet ist zu großen Teilen bewaldet und von braunen Waldböden bedeckt. Das Ortszentrum liegt auf einer Höhe von 556 m n.m. und ist drei Kilometer von Spišská Stará Ves sowie 33 Kilometer von Kežmarok entfernt.
Nachbargemeinden sind Spišská Stará Ves im Norden, Havka im Osten, Zálesie im Südosten, Spišské Hanušovce im Süden, Veľká Franková im Westen und Łapsze Niżne (Ortschaft Kacwin, PL) im Nordwesten.

## Geschichte
Der Ort wurde im frühen 14. Jahrhundert vom Magister Kokos Berzeviczy gegründet und wurde zum ersten Mal 1326 als Mathyasuagasa als Teil des Herrschaftsguts der Burg Niedzica (heute in Polen) schriftlich erwähnt. Andere im Mittelalter erwähnte Namen sind Matheusuagasa (1340) und Mathiasfalva (1352). Später gehörte das Dorf zum Geschlecht Horváth-Palocsay. 1787 zählte man 83 Häuser und 640 Einwohner und 1828 125 Häuser und 894 Einwohner, die in Forst- und Landwirtschaft, Leinenweberei und als Hirten beschäftigt waren; im 18. Jahrhundert gab es zudem eine Brennerei.
Südlich des Hauptortes gründeten 1888 neun Familien aus Zakopane die Siedlung Matiašovský Potok oder heute nur Potok, auf einem vom Großgrundbesitzer Littmann erworbenen Land.
Bis 1918 gehörte der im Komitat Zips liegende Ort zum Königreich Ungarn und kam danach zur Tschechoslowakei beziehungsweise heute Slowakei.

## Bevölkerung
| Jahr                | 1994 | 2004    | 2014    | 2024    |
| ------------------- | ---- | ------- | ------- | ------- |
| Anzahl der Personen | 747  | 781     | 789     | 851     |
| Unterschied         |      | +4,55 % | +1,02 % | +7,85 % |

| Jahr                | 2023 | 2024    |
| ------------------- | ---- | ------- |
| Anzahl der Personen | 832  | 851     |
| Unterschied         |      | +2,28 % |

Gemäß der Volkszählung 2011 wohnten in Matiašovce 795 Einwohner, davon 746 Slowaken, jeweils zehn Polen und Roma und vier Tschechen. 25 Einwohner machten keine Angabe. 727 Einwohner gehörten zur römisch-katholischen Kirche, zehn Einwohner zur griechisch-katholischen Kirche, drei Einwohner zur evangelistischen Kirche, zwei Einwohner zur reformierten Kirche und ein Einwohner zur evangelischen Kirche A. B. und zur evangelisch-methodistischen Kirche; 15 Einwohner waren anderer Konfession. Elf Einwohner waren konfessionslos und bei 25 Einwohnern wurde die Konfession nicht ermittelt.
Ergebnisse nach der Volkszählung 2001 (810 Einwohner):
| Nach Ethnie: - 95,93 % Slowaken - 1,85 % Roma - 0,99 % Polen - 0,49 % Tschechen | Nach Konfession: - 97,53 % römisch-katholisch - 0,99 % griechisch-katholisch - 0,99 % keine Angabe - 0,37 % andere - 0,12 % konfessionslos |

## Bauwerke
- römisch-katholische Peter-und-Paul-Kirche im gotischen Stil aus dem 13. Jahrhundert, teilweise barockisiert
- römisch-katholische Jungfrau-Maria-Kirche aus dem Jahr 1992
- Glockenturm im Renaissance-Stil aus dem 16. Jahrhundert neben der Peter-und-Paul-Kirche

## Verkehr
Durch den Ort verläuft die slowakische Landesstraße II/542 (Spišská Belá–Spišská Stará Ves–polnische Grenze). Der nächste slowakische Bahnhof befindet sich in Kežmarok, die nächste Haltestelle in Spišská Belá (beide Bahnstrecke Poprad–Plaveč).